# 34-я улица — Пенсильванский вокзал (линия Бродвея и Седьмой авеню, Ай-ар-ти)
|   |     |     |   |   |     |     |   |
| · | · л | · э | · | · | · э | · л | · |

|   |     |     |   |   |     |     |   |
| · | · л | · э | · | · | · э | · л | · |

«34-я улица — Пенсильванский вокзал» (англ. 34th Street–Penn Station) — станция Нью-Йоркского метрополитена, расположенная на линии Бродвея и Седьмой авеню, Ай-ар-ти.  На станции останавливаются маршруты: 1 (круглосуточно), 2 (круглосуточно) и 3 (круглосуточно). Станция является южной конечной для маршрута 3 (ночью). Экспресс-пути используются маршрутами 2 (круглосуточно, кроме ночи) и 3 (круглосуточно). Локальные пути используются маршрутами 1 (круглосуточно) и 2 (ночью). На 2019 год станция занимает 6-е место по пассажиропотоку: 25 967 676 пассажиров в год. Станция соединена с Пенсильванским вокзалом, который в свою очередь обслуживает Long Island Rail Road (LIRR), New Jersey Transit (NJ Transit) и Amtrak. Также одним кварталом восточнее находится станция системы PATH, соединяющей город Нью-Йорк со штатом Нью-Джерси.
Станция была открыта 3 июня 1917 года, как часть развития сети Interborough Rapid Transit Company (IRT), которая в то время доминировала как отдельное метро на территории Манхэттена от Таймс-сквер/42-й улицы до Саут-Ферри. Данный участок обслуживался челноком до полного завершения строительства линии и станций, на 1 июля 1918 года.
Станция представлена тремя платформами — двумя боковыми и одной островной. Боковые платформы обслуживают локальные поезда, островная обслуживает экспрессы. Во всей системе станций с таким размещением платформ всего три, две другие — Атлантик-авеню — Барклайс-центр на линии Истерн-Паркуэй и соседняя 34-я улица — Пенсильванский вокзал на линии Восьмой авеню. Обычно на экспресс-станции с 4 путями сделано две платформы, каждая из которых обслуживает два пути одного направления; здесь сделано иначе, чтобы толпа на платформе, и так большая из-за соседства железнодорожного вокзала, не увеличивалась за счёт пассажиров, пересаживающихся между локальными и экспресс-поездами.
Станция отделана мозаикой.

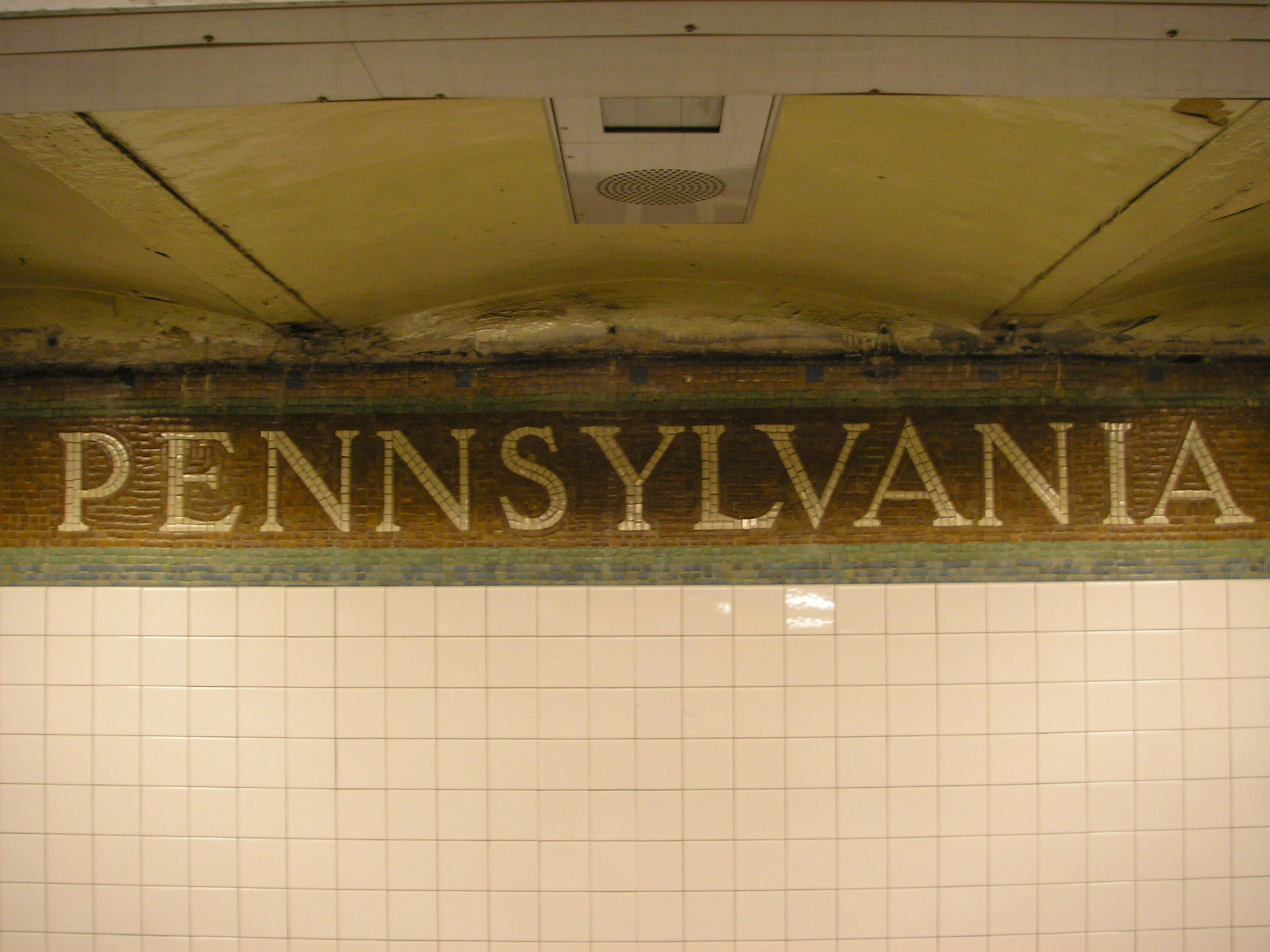
Именная мозаика
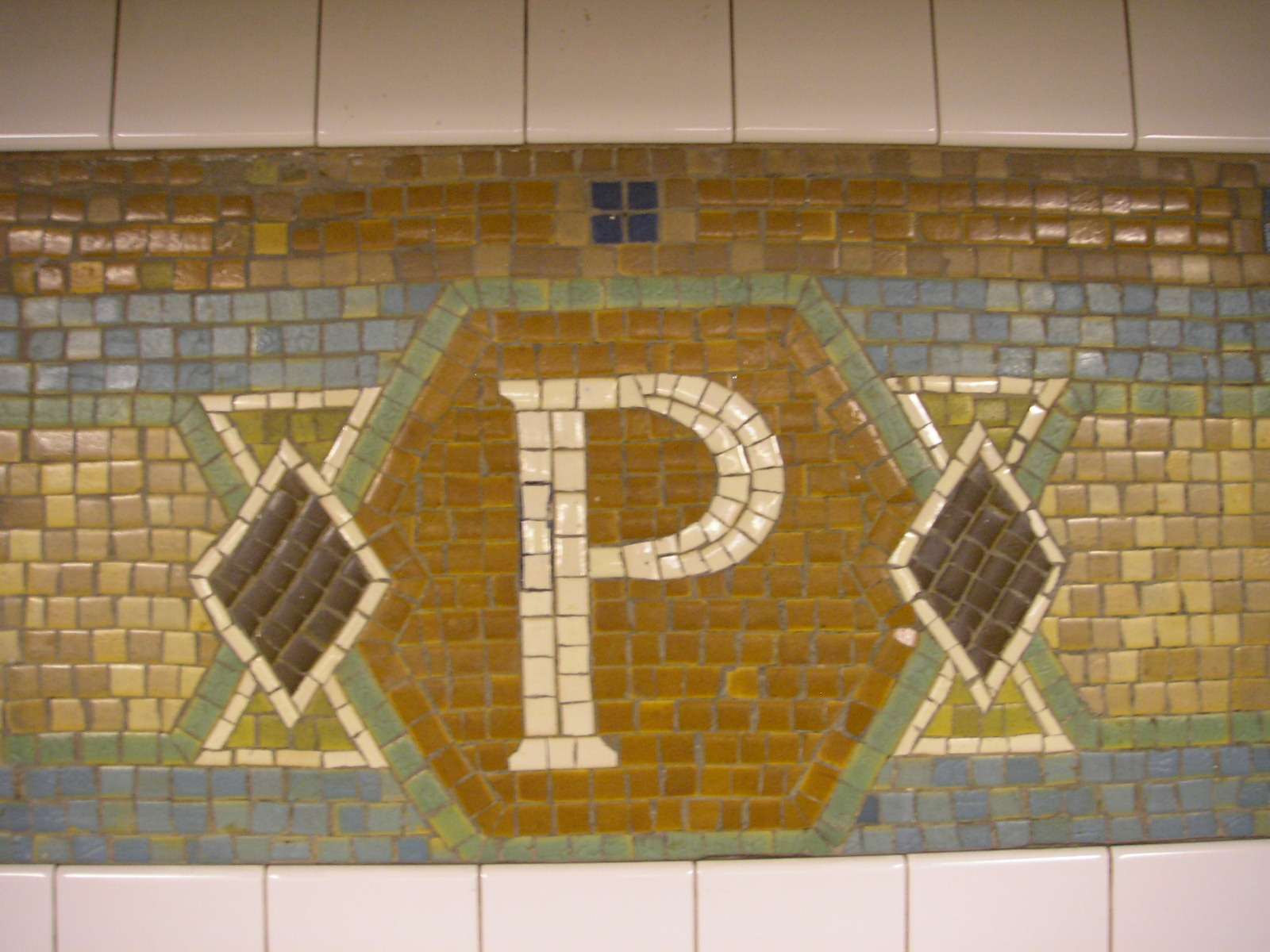
Мозаика с буквой "P"
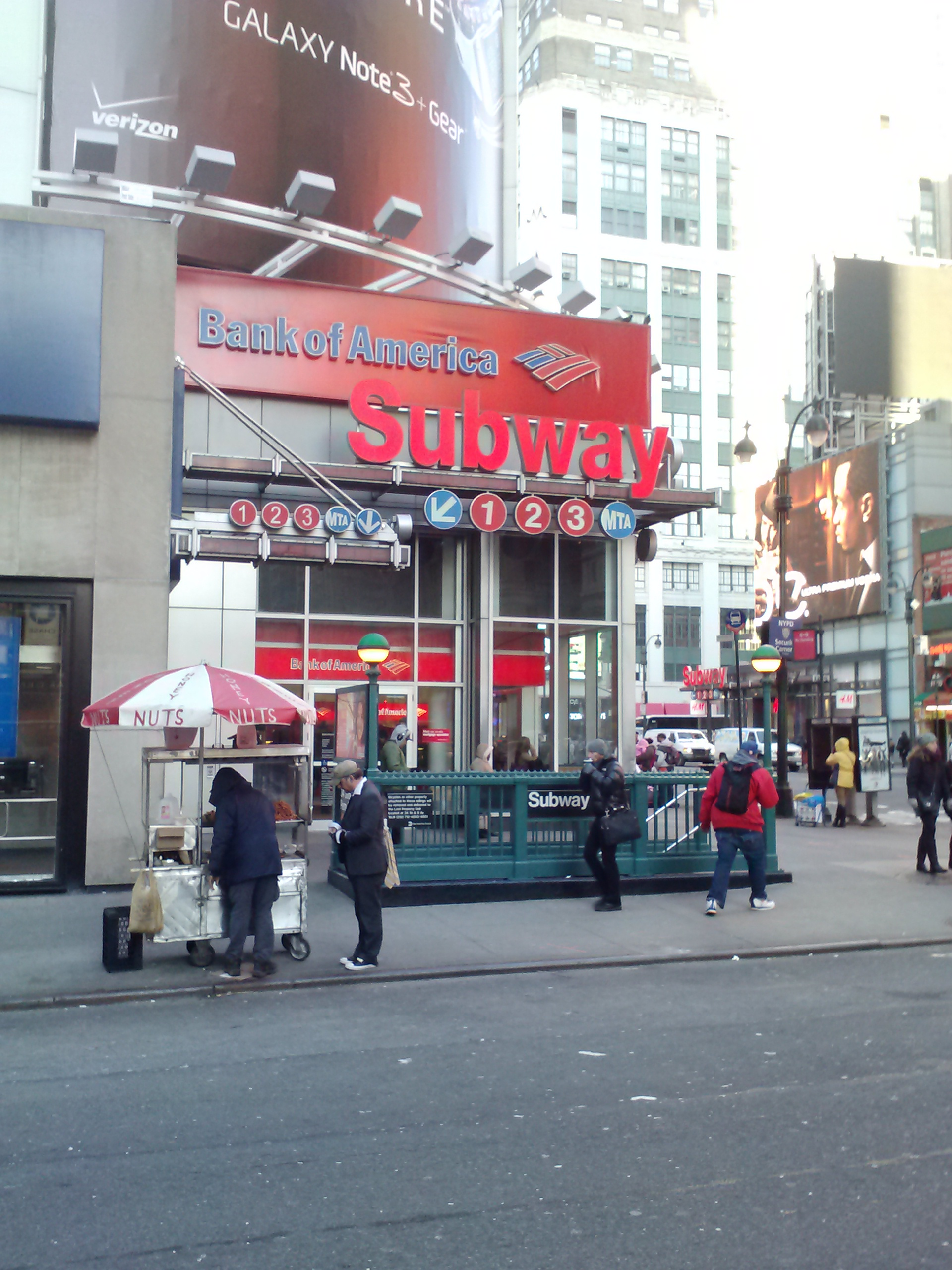
Выход на 34-ю улицу